# Alois Karlon

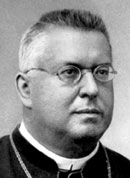
Prälat Alois Karlon

Alois Karlon (* 1. Februar 1835 in Trofaiach; † 9. Februar 1902 in Graz) war römisch-katholischer Priester, Dompropst und Politiker.

## Leben, Kirchliches Wirken
Alois Karlon kam aus einfachen Verhältnissen. Sein Vater war Schuhmachermeister in Trofaiach. Nach der Absolvierung theologischer Studien an der Universität Graz erhielt er 1858 die Priesterweihe und war danach zunächst als Präfekt und Lehrer am fürstbischöflichen Gymnasium Graz tätig. Im Jahr 1864 übersiedelte Karlon für drei Jahre nach Rom, wo er Geschichte und Archäologie studierte. Gleichzeitig wirkte er als Kaplan am Collegio Teutonico di Santa Maria dell’Anima in Rom. Nach seiner Rückkehr nach Graz erfolgte seine Ernennung zum Subregens des Grazer Priesterseminars. 1881 wurde er zum Domherrn ernannt und 1901 zum Dompropst. Gemäß Eintragung auf dem Sterbebuch der Pfarre Seckau verstarb Alois Karlon am 9. Februar 1902 im Alter von 67 Jahren in Graz an „Entkräftung nach schwerer, umfangreicher Lymphdrüsenvereiterung am Hals“ und wurde am 13. Februar in Seckau begraben.

## Journalistische und unternehmerische Tätigkeit
Als ab 1868 das klerikale Grazer Volksblatt erschien, zählte Alois Karlon zu denjenigen, die dieses Vorhaben maßgeblich gefördert hatten. Im September 1869 wurde auf seine Initiative der Erste Steirische Katholikentag in Graz abgehalten, zu dessen Ergebnissen auch die am 4. Mai 1869 erfolgte Gründung des „Katholischen Pressvereins“ gehörte. Von 1869 bis 1900 war Karlon Direktor des steirischen Pressvereines, der seit 1880 unter dem Namen Styria firmierte. Die Styria entwickelte sich unter seiner Führung zu einem bedeutenden Betrieb und war das Vorgängerunternehmen der heutigen Styria Media Group.

## Politische Tätigkeit
Die von Karlon mitbegründete katholisch-konservative Partei erreichte bei den steirischen Landtagswahlen 1870 auf Anhieb 10 Mandate und Alois Karlon wurde Landtagsabgeordneter. Ab 1873 war er Reichsratsabgeordneter. Dabei gehörte er dem Hohenwartclub und später der daraus hervorgegangenen Katholischen Volkspartei an und galt als ausgezeichneter und schlagfertiger parlamentarischer Redner.

## Bemühungen um das Stift Seckau
Mit seinem Bruder Prälat Johann Karlon bemühte sich Alois Karlon tatkräftig um die Wiederbesiedlung des durch Kaiser Joseph II. aufgehobenen Stiftes Seckau. Dieses ehemalige Augustiner-Chorherren- und Domstift wurde durch Beuroner Benediktiner 1883 wieder besiedelt. Die Brüder Karlon waren für die Abtei stets große Gönner. Prälat Alois Karlon wurde in Seckau begraben.